# Michael Redmond
Michael Sean Redmond (Santa Barbara, 25 maggio 1963) è un giocatore di go statunitense.

## Biografia
Iniziò a giocare a Go all'età di 11 anni e tre anni dopo decise di trasferirsi in Giappone per diventare un Insei (uno studente della Nihon Ki-in) e studiare sotto la tutela di Yusuke Oeda. Dopo quattro anni di studio riuscì a superare l'esame per diventare un professionista, primo occidentale a riuscire nell'impresa e nel 2000 primo occidentale a raggiungere il massimo grado di nono Dan.
Redmond non è mai riuscito ad aggiudicarsi uno dei tornei principali ma è stato finalista in tre competizioni ed è riuscito nei suoi anni migliori a diventare una presenza fissa delle fasi finali dei tornei. Successivamente è diventato un apprezzato commentatore delle partite di Go per la NHK (ha vinto il premio come miglior commentatore televisivo nel 2005 e grazie al fatto di essere madrelingua è diventato un istruttore di Go in inglese sul canale YouTube ufficiale della federazione. In occasione della sfida in cinque partite tra Lee Se-dol e AlphaGo è stato proprio lui a curare il commento internazionali in lingua inglese della partita.
Redmond è sposato con la giocatrice professionista cinese Xian-Xian Niu, 5 Dan e ha due figlie Yumi and Emi. Redmond sponsorizza diversi tornei per la promozione del Go negli USA come la Redmond Cup e collabora attivamente con la American Go Association.

## Promozioni
- 1981: 1 Dan
- 1981: 2 Dan
- 1983: 3 Dan
- 1984: 4 Dan
- 1985: 5 Dan
- 1988: 6 Dan
- 1990: 7 Dan
- 1996: 8 Dan
- 2000: 9 Dan

## Palmarès
| Nazionali          | Nazionali | Nazionali |
| Torneo             | Vittorie  | Finalista |
| ------------------ | --------- | --------- |
| Ryuen Cup          | 1 (1985)  |           |
| NEC Shun-Ei        |           | 1 (1990)  |
| Shinjin-O          |           | 1 (1992)  |
| Totale in carriera |           |           |
| Totale             | 1         | 2         |